# Crematogaster rivai
Crematogaster rivai är en myrart som beskrevs av Carlo Emery 1897. Crematogaster rivai ingår i släktet Crematogaster och familjen myror.

## Underarter
Arten delas in i följande underarter:
- C. r. luctuosa
- C. r. rivai